# Gran Via de les Corts Catalanes
La Gran Via de les Corts Catalanes, nota semplicemente come Gran Via, è una delle più importanti vie di Barcellona, in quanto l'attraversa longitudinalmente per più di 13,1 km ed è la più lunga della Catalogna e la seconda in Spagna, dopo la Gran Vía de la Manga, a La Manga del Mar Menor. È la strada con più numeri civici della Spagna, che giungono fino al 1198.

## Descrizione

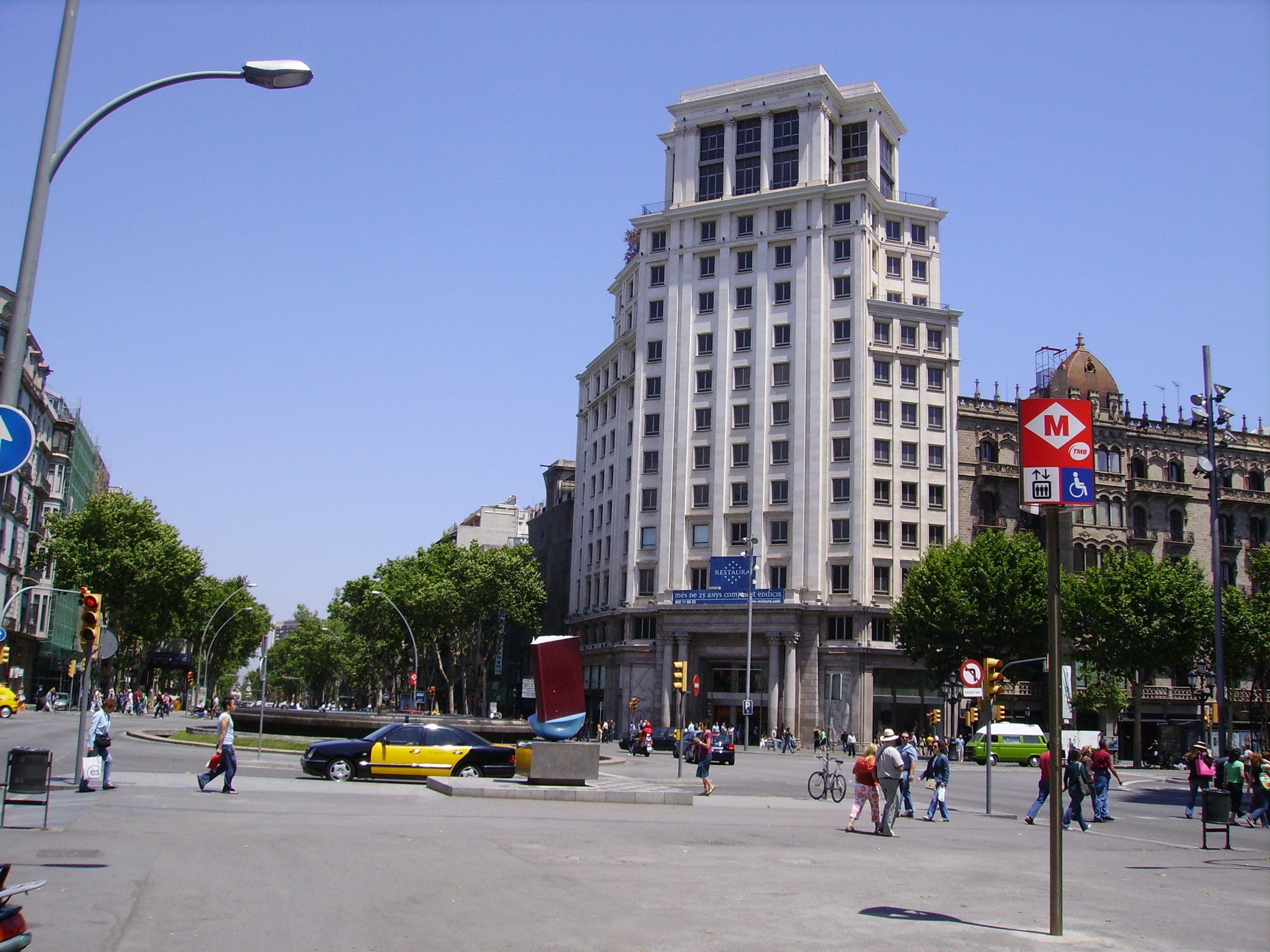
Incrocio tra la Gran Via de les Corts Catalanes e il Passeig de Gràcia.

Chiamata popolarmente Gran Vía, si estende dai suoi limiti del sud-occidentali di L'Hospitalet de Llobregat fino a Sant Adrià de Besòs, ai confini nord-orientali, l'altro estremo di Barcellona.
Nel suo percorso incrocia:
- Plaça d'Espanya,
- Plaça Universitat,
- Plaça de Catalunya,
- Plaça de Tetuan,
- Plaça de les Glòries Catalanes,
- Passeig de Gràcia,
- Avinguda Diagonal.

## Trasporti
La prima linea della metropolitana di Barcellona, costruita negli anni '20 con il nome di "Gran Metro", copriva la distanza tra Plaça Catalunya e Plaça Espanya, che oggigiorno fa parte della Linea 1.
Attualmente la strada è servita dalle linee       con le seguenti stazioni:
- Ildefons Cerdà (L8)
- Magòria-La Campana (L8)
- Espanya (L1, L3, L8)
- Rocafort (L1)
- Urgell (L1)
- Universitat (L1, L2)
- Passeig de Gràcia (L2, L3, L4)
- Tetuan (L2)
- Glòries (L1)
- Besòs (L4)

Anche le linee T5 e T6 del tram Trambesòs percorrono la strada nel settore più settentrionale. La linea H12 della rete BRT di Barcellona attraversa la Gran Via nella sua interezza.

## Luoghi degni di nota
- Font de Diana, monumento noucentista che rappresenta la dea Diana di Venanci Vallmitjana (1911–1929)[4]
- La Monumental
- Ciutat de la Justícia de Barcelona i l'Hospitalet de Llobregat